# 白尾松田鼠
白尾松田鼠（学名：Phaiomys leucurus，又名）为仓鼠科松田鼠属的动物。在中国大陆，分布于西藏、青海、新疆等地，主要栖息于草原、草甸、沼泽草甸等湿地。该物种的模式产地在克什米尔拉达克。

## 亚种
- 白尾松田鼠指名亚种（学名：Pitymys leucurus leucurus），Blyth于1863年命名。[3]
- 白尾松田鼠拉萨亚种（学名：Pitymys leucurus waltoni），Bonhote于1905年命名。在中国大陆，分布于青海西南部、新疆、西藏羌塘高原等地。该物种的模式产地在克什米尔拉达克。[4]
- 白尾松田鼠杂多亚种（学名：Pitymys leucurus zadoensis），Zheng et Wang于1980年命名。在中国大陆，分布于西藏（北纬30°以南地区）等地。该物种的模式产地在西藏拉萨。[5]